# Livboj

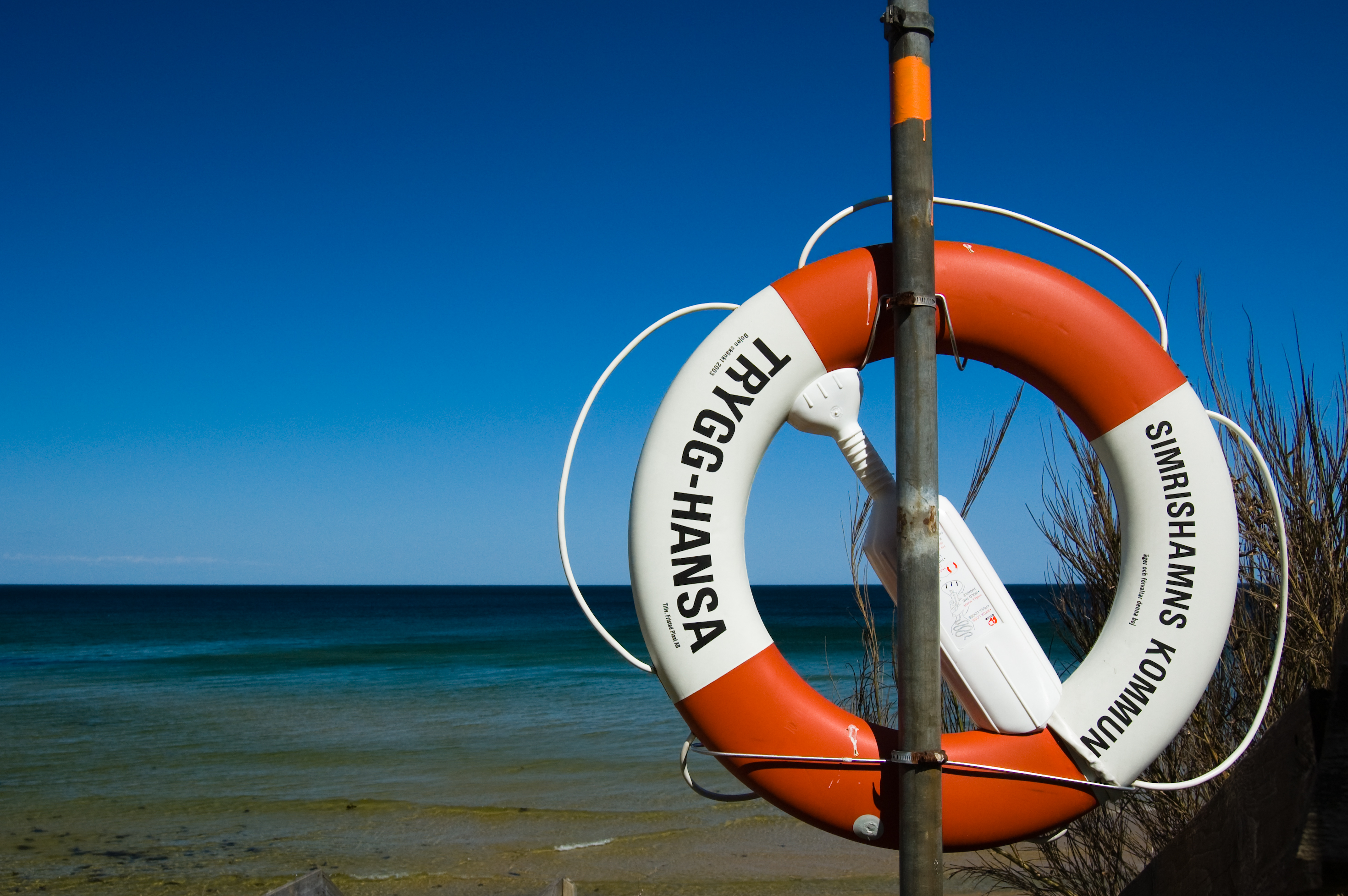
Trygg-Hansas livboj.

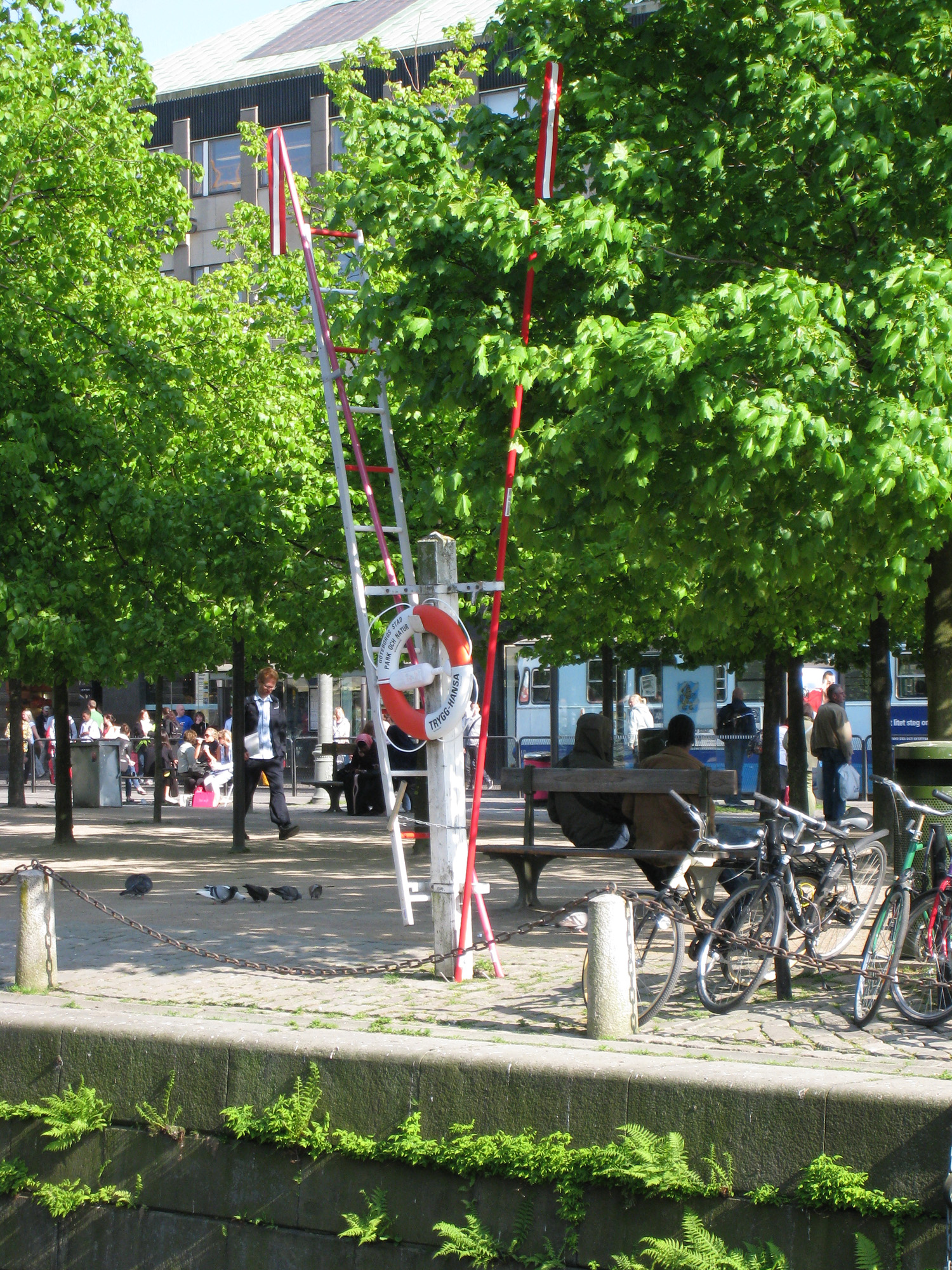
Livboj, stege och hake.

En livboj, eller frälsarkrans, är en flytande kastring som används vid livräddning i vatten. Livbojar skall finnas på båtar, vid badplatser och andra kustområden. Livbojar är formade som en hästsko, ring eller krans och har vanligen hård fyllning av kork eller skumplast. Dessa ska inte förväxlas med badringar som används för lekändamål.

## Trygg-Hansas livbojar
I samarbete med Svenska Livräddningssällskapet inledde Svenska Lif-Balder, en av föregångarna till Trygg-Hansa, en sponsringsverksamhet där man 1954 började att skänkte livbojar till kommuner, båtklubbar och andra organisationer för att placeras ut vid badplatser och i kustområden. Genom denna verksamhet blev Trygg-Hansa starkt förknippat med livbojar, och en stiliserad livboj är även en del av Trygg-Hansas varumärke. Runt 80 000 Trygg Hansa-sponsrade livbojar finns över hela Sverige (2011).

## Livbojen
Huvudartikel: Sällskapet Livbojen
Livbojen, eller Sällskapet Livbojen, är också namnet på de lokala stödföreningar som finns för att sprida kunskap om Svenska Sällskapet för Räddning af Skeppsbrutne och samla ihop medel för räddningsbåtar. De har sin grund i de damsällskap som skapades från 1900-talets första år för att samla in medel för båtinköp, till exempel en av de första privata roddlivbåtarna, Hjälparen, 1907.